# Monts Ishikari
Pour les articles homonymes, voir Ishikari (homonymie).

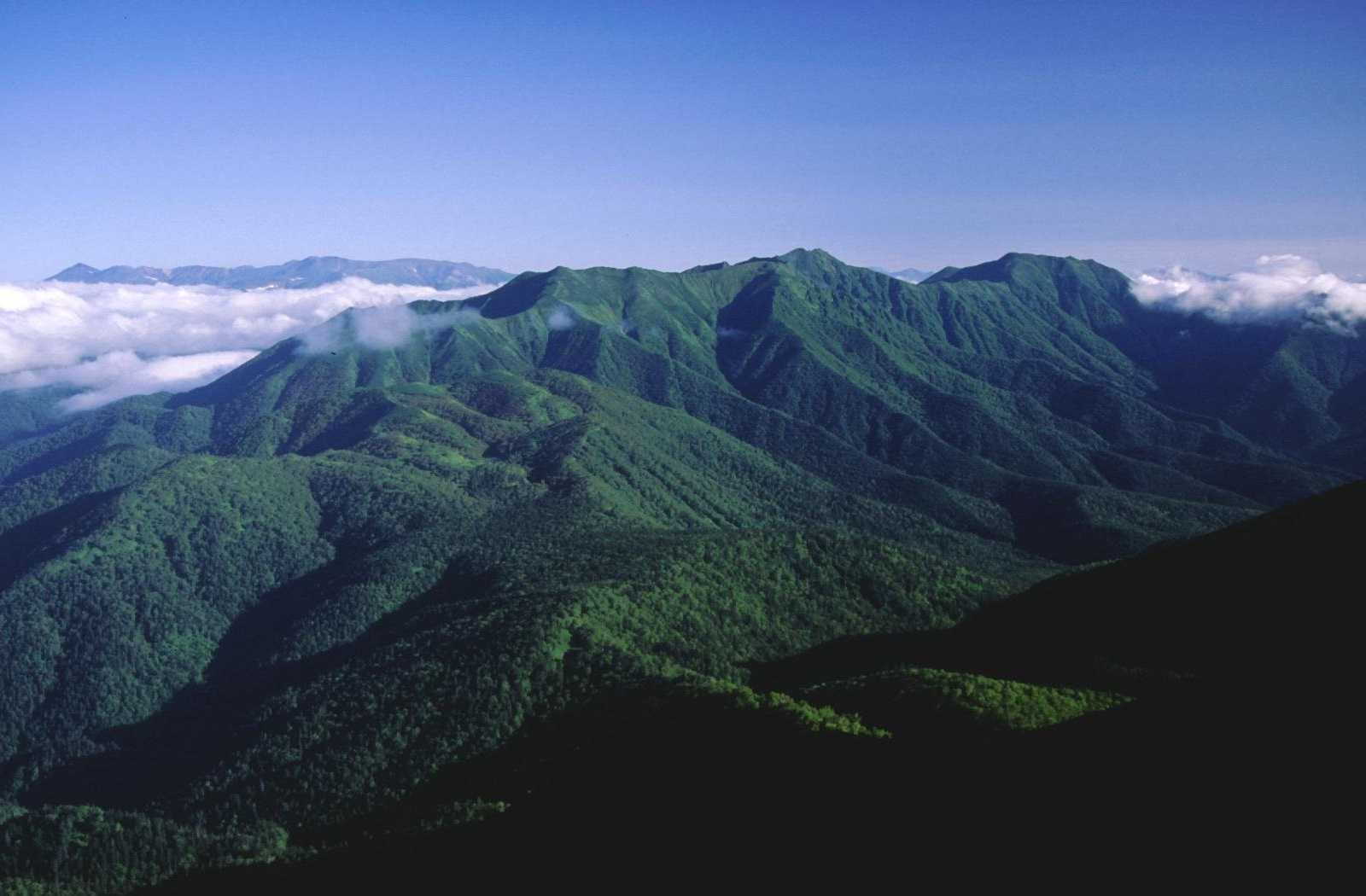
Vue des monts Ishikari depuis le groupe volcanique Nipesotsu-Maruyama.

Les monts Ishikari (石 狩 山地, Ishikari sanchi) sont une chaîne de montagnes volcaniques située dans le centre de l'île de Hokkaidō au Japon.
La partie centrale des monts Ishikari se compose des monts Ishikari, Otofuke, Mikuni, Yuniishikari et Numanohara. Elle est entourée par le groupe volcanique Daisetsuzan au nord-ouest, le groupe volcanique Tomuraushi à l'ouest, le groupe volcanique Tokachi au sud-ouest, le groupe volcanique Nipesotsu-Maruyama au sud et le groupe volcanique Shikaribetsu plus loin au sud-sud-est. Les volcans font partie de l'arc des Kouriles de la ceinture de feu du Pacifique.
Au nord des monts Ishikari se trouvent les monts Kitami.